# Urga (Dagestan)
Urga (ros. Урга) – wieś w Rosji, w Dagestanie, w rejonie chiwskim. W 2010 liczyła 269 mieszkańców, głównie Tabasaranów.